# Tarde para la ira
Tarde para la ira es un thriller español dirigido por Raúl Arévalo. Fue presentado el día 2 de septiembre en la sección Orizzonti de la Mostra de Venecia de 2016. También fue seleccionado para ser proyectado en la sección Descubrimiento en el Festival Internacional de Cine de Toronto de 2016. Ganó el premio Goya a la mejor película de 2016.

## Rodaje
Tras más de cuatro años buscando financiación para este proyecto, Raúl Arévalo y su equipo contactaron con la productora Ruleta Media, empresa que financió la película La vida inesperada, donde Arévalo era uno de los protagonistas. La producción ha contado con un presupuesto de 1,2 millones de euros y el apoyo de RTVE. El rodaje comenzó en julio de 2015 y duró seis semanas. Se filmó íntegramente en diferentes localizaciones de la Comunidad de Madrid y de la provincia de Segovia, principalmente en las localidades de Martín Muñoz de las Posadas y Melque de Cercos.

## Sinopsis
Madrid, agosto de 2007. Curro entra en prisión tras participar en el atraco a una joyería. Ocho años después sale de la cárcel con ganas de emprender una nueva vida, junto a su novia Ana y su hijo, pero se encontrará con una situación inesperada y a un desconocido, José, que lo llevará por derroteros no conocidos, próximos a la venganza.

## Críticas
En la web de RTVE, Esteban Ramón alaba la ópera prima de Raúl Arévalo: 

«Tarde para la ira es, más que un debut, un puñetazo de autor. Un thriller de venganza intenso, cañí, hiperrealista, extremo y magistral que se posiciona como una de las grandes películas de una de las mejores añadas del cine español».
Esteban Ramón, RTVE.es

El crítico Carlos Boyero, en el diario El País, habla de «Película con olor y sabor, meritoria, con un director que tiene claro lo que quiere narrar y lo cuenta bien».

## Reparto
| Intérprete          | Personaje     |
| ------------------- | ------------- |
| Antonio de la Torre | José          |
| Luis Callejo        | Curro         |
| Alicia Rubio        | Carmen        |
| Ruth Díaz           | Ana           |
| Font García         | Julio         |
| Raúl Jiménez        | Juanjo        |
| Chani Martín        | Marcelo       |
| Manolo Solo         | Santi Triana  |
| Ramiro Alonso       | Mariano       |
| Pilar Gómez         | Pili          |
| Gaizka Ardanaz      | Toñín         |
| Luna Martín         | Sara          |
| Enrique de la Torre | Luismi        |
| Inma Sancho         | Charo         |
| Paco Benjumea       | Taxista       |
| Berta Hernández     | Novia Jose    |
| Alfonso Blanco      | Enano Jacín   |
| Juan Doñate         | Tío Grandote  |
| Chema Adeva         | Médico        |
| Chema del Barco     | Recepcionista |
| Juan Vinuesa        | Chaval 6      |

## Premios y nominaciones

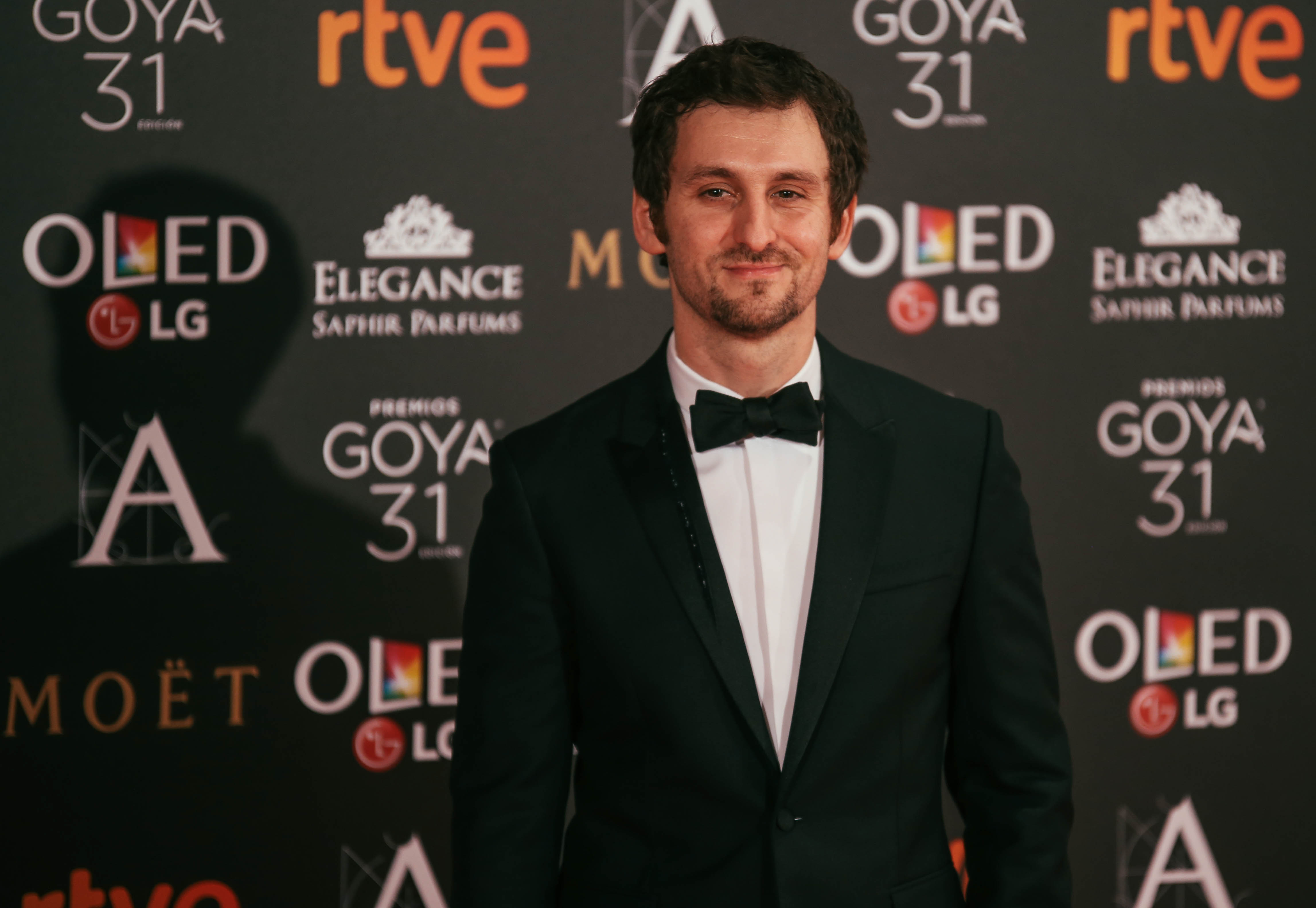
Raúl Arévalo en la ceremonia de los Premios Goya 2017.

Premios Goya
| Categoría                 | Nominados                            | Resultado |
| ------------------------- | ------------------------------------ | --------- |
| Mejor película            | Mejor película                       | Ganadora  |
| Mejor dirección novel     | Raúl Arévalo                         | Ganadora  |
| Mejor actor protagonista  | Antonio de la Torre                  | Nominado  |
| Mejor actor protagonista  | Luis Callejo                         | Nominado  |
| Mejor actor de reparto    | Manolo Solo                          | Ganador   |
| Mejor actor revelación    | Raúl Jiménez                         | Nominado  |
| Mejor actriz revelación   | Ruth Díaz                            | Nominada  |
| Mejor guion original      | Raúl Arévalo David Pulido            | Ganadores |
| Mejor montaje             | Ángel Hernández Zoido                | Nominado  |
| Mejor fotografía          | Arnau Valls Colomer                  | Nominado  |
| Mejor diseño de vestuario | Cristina Rodríguez Alberto Valcárcel | Nominados |

Premios Feroz
| Categoría                                | Nominados                 | Resultado |
| ---------------------------------------- | ------------------------- | --------- |
| Mejor película dramática                 | Mejor película dramática  | Ganadora  |
| Mejor dirección                          | Raúl Arévalo              | Ganador   |
| Mejor actor protagonista en una película | Antonio de la Torre       | Nominado  |
| Mejor actor de reparto en una película   | Manolo Solo               | Ganador   |
| Mejor actor de reparto en una película   | Luis Callejo              | Nominado  |
| Mejor actriz de reparto en una película  | Ruth Díaz                 | Ganadora  |
| Mejor guion                              | Raúl Arévalo David Pulido | Ganadores |
| Mejor cartel                             | Mejor cartel              | Nominada  |

Medallas del Círculo de Escritores Cinematográficos de 2016
| Categoría           | Nominados                 | Resultado |
| ------------------- | ------------------------- | --------- |
| Mejor película      | Mejor película            | Ganadora  |
| Director revelación | Raúl Arévalo              | Ganador   |
| Actor               | Antonio de la Torre       | Nominado  |
| Actor               | Luis Callejo              | Nominado  |
| Actor secundario    | Manolo Solo               | Ganador   |
| Actriz secundaria   | Ruth Díaz                 | Ganadora  |
| Actor revelación    | Raúl Jiménez              | Nominado  |
| Actriz revelación   | Ruth Díaz                 | Nominada  |
| Guion original      | Raúl Arévalo David Pulido | Ganadores |
| Mejor fotografía    | Arnau Valls Colomer       | Nominado  |
| Mejor montaje       | Ángel Hernández Zoido     | Nominado  |

Premios Sant Jordi
| Categoría                        | Nominados         | Resultado |
| -------------------------------- | ----------------- | --------- |
| Mejor ópera prima                | Mejor ópera prima | Ganadora  |
| Mejor actor en película española | Luis Callejo      | Ganador   |

Premios Platino
| Año  | Categoría                    | Nominado                     | Resultado |
| ---- | ---------------------------- | ---------------------------- | --------- |
| 2017 | Mejor Ópera Prima de Ficción | Mejor Ópera Prima de Ficción | Nominada  |

- El Premio Borau-RAE, en su tercera edición, correspondiente a 2018, fue concedido al guion de la película Tarde para la ira, escrito por su director, Raúl Arévalo, y David Pulido.